# القراين (محافظة شرورة)
القراين هو مركزٌ سعوديٌ تابعٌ لمحافظة شرورة التابعة لمنطقة نجران، في المملكة العربية السعودية. المركز من الفئة (ب)، ورمزه 2421 حسب دليل الترميز الموحد للمناطق الإدارية بالمملكة العربية السعودية.